# Romsey (Australie)
Pour les articles homonymes, voir Romsey.
Romsey (3 527 habitants) est une petite ville à 61 km au nord de Melbourne, dans l'État de Victoria, en Australie.